# Едвін Селігман
Едвін Роберт Андерсон Селігман (англ. Edwin Robert Anderson Seligman, 25 квітня 1861, м. Нью-Йорк — 18 липня 1936, м. Лейк-Плесід) — американський економіст, педагог та спеціаліст з оподаткування.

## Життєпис
Едвін Селігман народився 25 квітня 1861 року в Нью-Йорку, син банкіра Джозефа Селігмана.
Навчався в Колумбійському університеті. 1885 року успішно захистив кандидатську дисертацію та здобув ступінь магістра.
Селігман всю свою академічну кар'єру пробув у Колумбійському університеті, вперше приєднавшись як лектор 1885 року. 1888 року він став ад'юнкт-професором політичної економіки, а з 1904 року — першим професором політичної економії Маквіккара. Його наукові роботи стосувалися питань державних фінансів та оподаткування. Він також викладав курси в Колумбії в галузі економічної історії. З 1886 року Селігман був одним із редакторів щоквартального журналу «Політологія». З 1890 року Едвін редагував серію журналу "Колумбія" з історії, економіки та публічного права.
Селігман був засновником Американської економічної асоціації і президентом цієї організації з 1902 до 1903 р.р..
Едвіна можна охарактеризувати як одного з найвпливовіших податкових теоретиків свого часу. Він вважав, що нашим обов'язком є підтримка держави і кожна людина повинна сплачувати податки відповідно до своєї спроможності. Цей принцип стійкості робить Селігмана прибічником податку на прибуток.

## Видані твори
- Тарифи на залізницю та Закон про міждержавну торгівлю. Boston: Ginn and Company, 1887.
- Загальний податок на нерухомість. Boston: Ginn and Company, 1890.
- Прогресивне оподаткування в теорії та практиці (1894). Друге видання. Прінстон, Нью-Джерсі: Прінстонський університет Прес, 1908.
- Зсув і випадки оподаткування (1899). Друге видання. Нью-Йорк: Макміллан, 1902.
- Доповідь Комітету економістів про звільнення професора Росса з молодшого університету Леланд Стенфорд. Детройт?,  Комітет ?, 1901.
- Економічне тлумачення історії. Нью-Йорк: Макміллан, 1902.
- Нариси з оподаткування. Нью-Йорк: Макміллан, 1905.
- Принципи економіки: з особливим посиланням на американські умови. Нью-Йорк: Лонгманс, Грін і Ко, 1905.
- Податок на прибуток: дослідження історії, теорії та практики оподаткування доходів в країні та за кордоном. Нью-Йорк: Макміллан, 1911.
- Соціальне зло: з особливою увагою до умов, що існують у місті Нью-Йорку. (Редактор.) Нью-Йорк: G.P. Сини Путнама, 1912.
- Економічне тлумачення війни. Нью-Йорк: D. Appleton and Co., 1915.
- Наступний крок у податковій реформі: Президентська адреса Едвіна Р. А. Селігмана, Л.Л. D., Поставлений на дев'ятій щорічній конференції Національної податкової асоціації, Сан-Франциско, 11 серпня 1915 року. Нью-Йорк: Національна податкова асоціація, 1915.
- Університетська школа бізнесу. Нью-Йорк: Press Columbia University, 1916.
- Фінансова мобілізація для війни: статті, представлені на спільній конференції Західного економічного товариства та Міському клубі Чикаго, 21 та 22 червня 1917 року.
- Дохідний будинок: конструктивна критика. Нью-Йорк: Відділ розвідки та публічності Колумбійського університету, 1917.
- Валютна інфляція та державні борги: історичний нарис. Нью-Йорк: компанія Equitable Trust у Нью-Йорку, 1921.
- Публічний дебат: капіталізм проти соціалізму: професор Едвін Р.А. Селігман, Колумбійський університет, проти професора Скотта Нідінга, школа соціальних наук Ренда. Нью-Йорк: Гільдія образотворчих мистецтв, 1922.
- Доповідь стенографа Дебатів Селіг проти Ватона. Нью-Йорк: Інститут Маркса-Енгельса, 1922.
- Дослідження в галузі державних фінансів. Нью-Йорк: Макміллан, 1925.
- Нариси з економіки. Нью-Йорк: Макміллан, 1925.
- Економіка роздрібного продажу: дослідження кредиту споживачів, з особливим посиланням на автомобіль. Нью-Йорк: Харпер і брати, 1927.
- Економіка фермерської допомоги: дослідження проблеми сільського господарства. Нью-Йорк: Press Columbia University, 1929.
- Різання цін і підтримка цін: вивчення економіки. З любов'ю Роберта Алонзо. Нью-Йорк: Харпер і брати, 1932.